# ستيفي بينتون
ستيفي بينتون (بالإنجليزية: Stevie Benton)‏ هو عازف قيثارة أمريكي، ولد في 17 فبراير 1966 في فارمرزفيل في الولايات المتحدة.